# 任轍
任轍（？年—1552年），字子明，號冶山，四川重庆府巴县人，民籍。明朝政治人物。

## 生平
正德八年（1513年）癸酉科四川鄉試第十二名舉人，嘉靖五年（1526年）丙戌科第二甲第四十六名進士。授河南許州知州，累官雲南大理府知府，丁忧去。起补湖广黄州府知府，升江西按察司副使，嘉靖二十四年（1545年）四月升浙江右参政，历湖广右布政使，二十八年十一月升任都察院右副都御史、巡抚贵州，贵州铜仁苗寨被明军攻破后，其贼首龙许保、吴黑苖等窜匿湖广镇阜苗寨，嘉靖三十年四月攻破思州府，任辙坐徵苗无功，革职冠带办事，三十一年十月病卒，诏复原官，赐祭葬如例。